# Jacob van der Schuere
Jacob van der Schuere (né en 1576 à Menin et décédé après 1643 à Haarlem) est un écrivain, poète, grammairien et maître d'école à Haarlem. Van der Schuere est membre de la chambre de rhétorique flamande De Witte Angieren pour les immigrants flamands à Haarlem. Il est un ami proche du peintre Carel van Mander.

## Parcours de vie
Jeune homme, Jacobus s'enfuit vers 1590 avec ses parents dans le nord des Pays-Bas. Comme des centaines d'autres Néerlandais du Sud, ils s'installent à Haarlem. Il a vingt ans lorsqu'il ouvre une école privée en 1596. Entre autres choses, il enseigne le français. En 1600, il publie son livre Arithmetica.
En 1610, sa chambre de rhétorique De Witte Anjelieren publie le recueil compilé Den Nederduitschen Helicon, conçu par Van Mander. Il traduit la Tristia d'Ovide. En 1612, van der Schuere publie Nederduytsche spellinge [Orthographe néerlandaise]. Il y fait plusieurs propositions pour l'orthographe néerlandaise. Dans ces théories, Schuere se révèle être un puriste.
En tant que maître d'école, Van der Schuere fait des publications de comptabilité et d'arithmétique dans lesquelles il s'efforce de transmettre des connaissances pratiques en mathématiques à ses lecteurs au moyen de toutes sortes de problèmes.